# Čch’-šuej-che
Čch’-šuej-che (čínsky pchin-jinem Chìshuǐ Hé, znaky 赤水河) je řeka v ČLR. Je 523 km dlouhá. Povodí má rozlohu cca 20 000 km².

## Průběh toku
Pramení v okrese Čen-siung v prefektuře Čao-tchung v provincii Jün-nan a teče převážně na východ a pak na sever. Ústí do řeky Jang-c’-ťiang v okrese Che-ťiang v S’-čchuanu.
Její jméno znamená doslova „Rudá řeka“ a vztahuje se k zabarvení vody unášenými sedimenty.